# Здание Верховного суда Чувашской АССР
Здание Главсуда Чувашской АССР — утраченный памятник архитектуры, располагавшийся в городе Чебоксары с 1926 по 1980 год.

## Описание
Здание Главсуда относится к числу ранних сооружений советского периода города Чебоксары. Построено в 1926 году по проекту первого чувашского архитектора Василия Николаевича Александрова (1888–1953). Трехэтажное здание с просторным залом для общих собраний стало центром общественной жизни того времени. Вместительный зал мог наполниться до 300 человек, здесь было место проведения общегородских мероприятий, большой зал являлся местом проведения конференций, пленумов и собраний партийно-советского актива.
Здание Главсуда относятся к числу наиболее значимых строений конца 20-х годов XX века. Кирпичное здание простояло до конца семидесятых, являясь доминантой старой Красной площади города Чебоксары.
Здание имело адрес: улица Розы Люксембург, 7. К зданию примыкало старое здание — бывший дом Дворянского собрания города Чебоксары (ул. Розы Люксембург, д. 9). 
Плоскость стены главного фасада, с восточной стороны расчлененная угловыми и простеночными пилястрами, смотрелась высокой. Окна второго этажа выигрывали в размерах благодаря фрамугам. Над фрамугами выступали клинообразные замки, выложенные из белого камня. Та же архитектурная деталь была над окнами первого этажа. Над окнами третьего этажа выступали кирпичные экраны.
Посетители в ожидании судебных процессов пребывали на первом этаже. Здесь же располагались кабинеты адвокатуры и оказывалась юридическая консультация. Судебные процессы проходили в большом зале на втором этаже. Третий этаж также имел небольшой зал. 
В здании располагался Верховный суд Чувашской АССР и министерство юстиции Чувашской АССР.

## История
С 15 по 28 марта 1928 года в здании Главсуда Чувашской АССР рассматривалось Дело банды Калюкова, когда перед судом оказались 23 бандита и их укрыватели, 132 человека проходили в качестве свидетелей.
В 1980 году здание суда перед сносом было взорвано. 19 июня 1980 года в Чебоксарах в рамках подготовки к затоплению взорвали здание Верховного суда. Здание сносили в рамках затопления центральной части города. Делали это ночью, и в эту ночь горящее здание было видно издалека.